# Ulica Bielska w Katowicach
Ulica Bielska w Katowicach − jedna z najważniejszych miejskich arterii komunikacyjnych w Katowicach. Na całej swojej długości jest częścią drogi krajowej nr 86, prowadzącej do Tychów. Rozpoczyna swój bieg jako przedłużenie ulicy Pszczyńskiej w okolicach Giszowca. Następnie biegnie około 5,5 kilometra na południe, w rejonie jednostki pomocniczej Murcki krzyżując się m.in. z ul. K. K. Baczyńskiego i ul. Pawła Kołodzieja. Kończy swój bieg przy granicy miasta z Tychami − jej przedłużeniem w tym mieście jest ul. Beskidzka.

## Opis

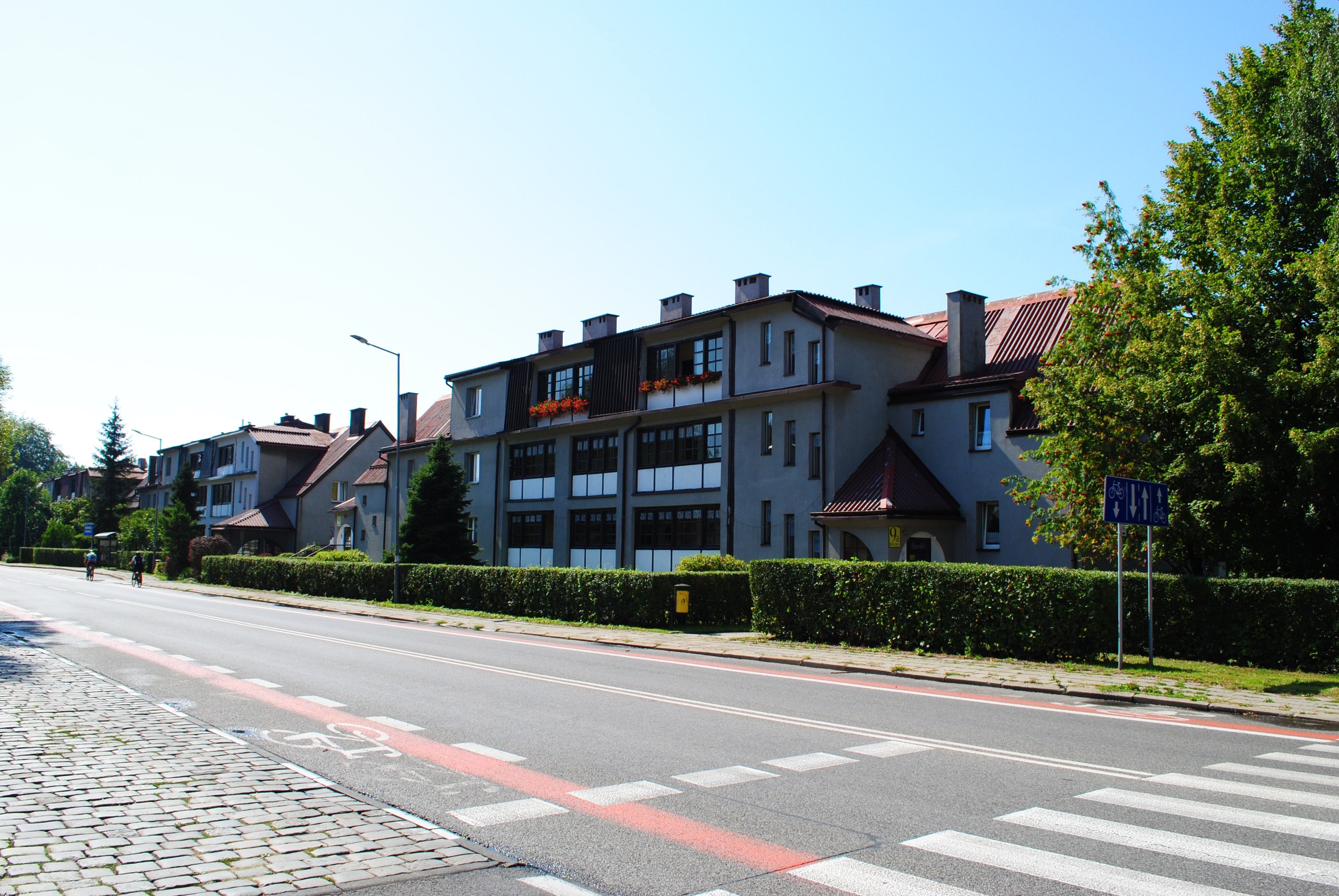
Budynki przy ul. Bielskiej z końca lat 80. XX wieku

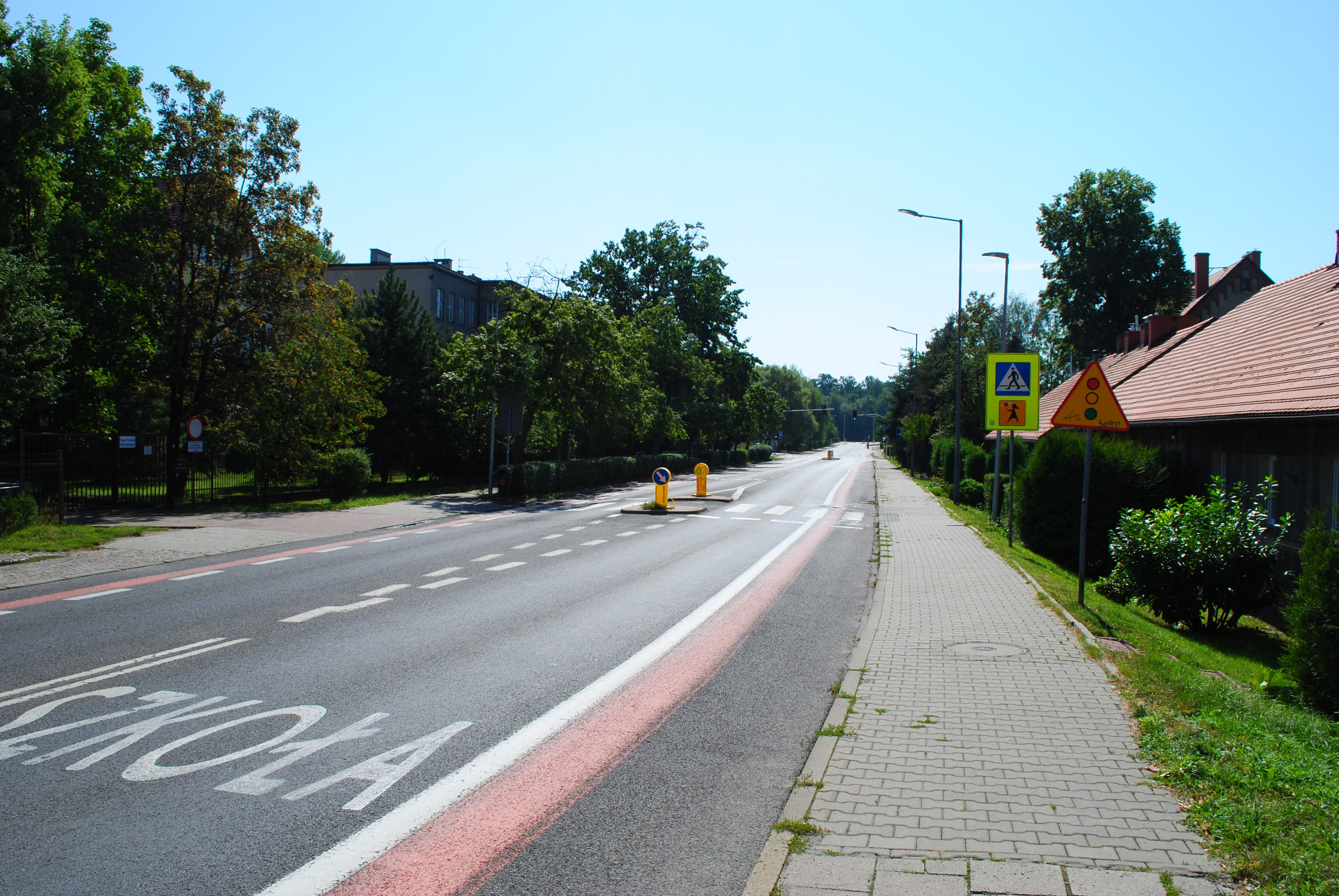
Ulica w głównej części Murcek

Droga, biegnąca śladem dzisiejszej ul. Bielskiej, istniała już pod koniec XIX wieku. Zabudowa ulicy to głównie robotnicze domy mieszkalne z początku XX wieku. W 1977 roku wybudowano tzw. obwodnicę Murcek, dzięki czemu ruch tranzytowy omija główną część Murcek (tzw. trasa FSM). Do 1977 roku przy ul. Bielskiej 1 istniał budynek prewentorium dziecięcego (dawniejsza gospoda). Uchwałą Rady Miasta Katowice nr X/138/11 z 30 maja 2011 roku placowi, położonemu u zbiegu ulic Walerego Goetla i Bielskiej nadano nazwę skwer Polskich Sprawiedliwych Wśród Narodów Świata. Uchwała weszła w życie 14 lipca 2011 roku.
27 sierpnia 2021 do rejestru zabytków nieruchomych województwa śląskiego pod numerem A/868/2021 został wpisany zespół zabudowy osiedla Murcki w Katowicach w rejonie ulic: Bielskiej, Wolności, Roberta Mruczka, Józefa Laskowskiego, Alojzego Wojtalewicza, Pawła Kołodzieja, Krzysztofa Kamila Baczyńskiego, Jana Samsonowicza i placu Jana Kasprowicza, który tworzą powiązane przestrzennie budynki mieszkalne i mieszkalno-użytkowe. 
Przy ulicy Bielskiej znajdują się następujące historyczne obiekty:
- dawna willa dyrektora kopalni − obecnie przedszkole (ul. Bielska 1), pochodząca z około 1905 roku; wpisana do rejestru zabytków w 2023 roku[10];
- modernistyczne budynki mieszkalne (ul. Bielska 2, 12), wzniesione na początku XX wieku ;
- modernistyczne domy mieszkalne (ul. Bielska 11, 18, 20, 22, 24 i 28), wybudowane na początku XX wieku;
- dom mieszkalny z budynkiem gospodarczym (ul. Bielska 13), wzniesiony w 1903 roku w stylu historyzmu;
- dwa domy mieszkalne z budynkami gospodarczymi (ul. Bielska 15 i 17), wybudowane na początku XX wieku w stylu modernizmu;
- dom mieszkalny z 1903 roku (ul. Bielska 16), wzniesiony w stylu historyzmu;
- dwa domy mieszkalne z budynkami gospodarczymi (ul. Bielska 19 i 21), wybudowane na początku XX wieku w stylu modernizmu;
- dom mieszkalny z budynkiem gospodarczym (ul. Bielska 13), wzniesiony na początku XX wieku w stylu modernistycznym;
- dawna leśniczówka i budynek gospodarczy (ul. Bielska 27).

Według badań, przeprowadzonych na zlecenie Urzędu Miasta Katowice w 2007 roku wynika, że natężenie ruchu na ul. Bielskiej w godzinie popołudniowego szczytu wynosi 3418 pojazdów. W rejonie ul. Bielskiej i ul. Pawła Kołodzieja zlokalizowany jest park Murckowski.
Ulicą kursują autobusy Zarządu Transportu Metropolitalnego. Przy ulicy swoją siedzibę mają: przedsiębiorstwa handlowo-usługowe, Miejskie Przedszkole nr 72 (ul. Bielska 1), korty tenisowe, Klub Sportowy Murcki Kostuchna Górnik (ul. Bielska 1a), Uczniowski Klub Sportowy Spartakus (ul. Bielska 14), Szkoła Podstawowa nr 48 im. Juliusza Ligonia (ul. Bielska 14) i Spółdzielnia Mieszkaniowa Gwarectwo Murckowskie.